# WEGA (Sondereinheit)
Die Einsatzeinheit WEGA (vom früheren Namen Wiener Einsatzgruppe Alarmabteilung) ist eine Sondereinheit der österreichischen Polizei in der Bundeshauptstadt Wien. Sie ist der Landespolizeidirektion Wien, genauer der Abteilung für Sondereinheiten (ASE), unterstellt. Die WEGA wird in erster Linie bei Einsätzen mit erhöhtem Gefährdungsgrad angefordert. Auch wenn die WEGA im Laufe der Jahre vielfach reformiert wurde, ist sie die älteste polizeiliche Sondereinheit Österreichs.

## Auftrag

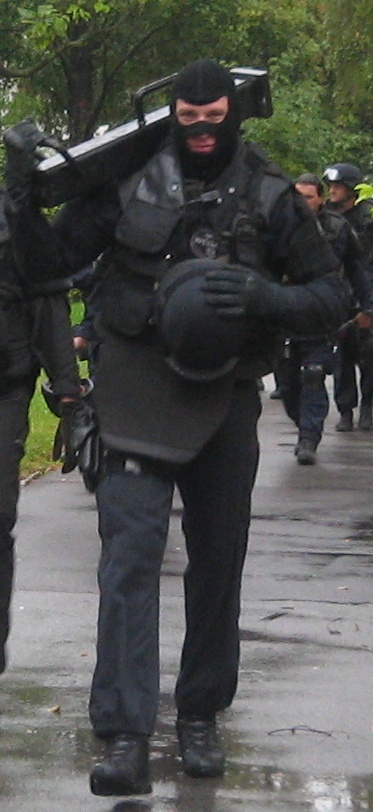
Wega-Beamter mit Ramme

Die WEGA gilt als operative, nicht als ermittelnde Einheit. Das Aufgabengebiet unterteilt sich in folgende Sparten:
- verbarrikadierte Personen
- Selbstmörder
- Razzien und Durchsuchungen, bei denen mit Widerstand gerechnet wird
- risikoreiche Verhaftungen
- andere Einsätze, bei denen mit Widerstand gerechnet werden muss
- Einsätze, die Beamte mit Seiltechnikausbildung erfordern
- Einsätze, die Beamte mit Polizeitaucherausbildung erfordern
- Auflösung von Hausbesetzungen
- Greiftruppeinsätze im Rahmen des GSOD
- Objektschutz von besonders gefährdeten Einrichtungen

Die Interventionen erfolgen sowohl durch den Kriminaldienst als auch durch die Kollegen der Polizeiinspektionen.
Greiftruppeinsätze im GSOD ergeben sich bei gewalttätigen Demonstrationen oder Ausschreitungen bei Fußballspielen. In diesen Fällen gilt es, durch einsatztaktisches Geschick und entschlossenes Auftreten einzelne Gewalttäter aus der Menge zu filtern und in Gewahrsam zu nehmen.

## Organisation
Die Ausrüstung und die Struktur der Einheit orientiert sich an jener diverser US-amerikanischer SWAT-Teams (z. B. NYPD ESU). Es wird in speziell ausgerüsteten Sektorfahrzeugen in Zwei-Mann-Teams überlagernder Streifendienst versehen. Der große Vorteil der Sektorstreifen ist, dass binnen kürzester Zeit ein vollausgerüstetes Zugriffsteam verfügbar ist. Außerdem werden generell in Wien alle Aufgaben, die den üblichen Risikorahmen der normalen Polizei übersteigen, allerdings noch nicht in den Aufgabenbereich des Einsatzkommandos Cobra fallen bzw. dieses nicht rechtzeitig einschreiten kann, der WEGA überlassen.
Eine ständige Fort- und Weiterbildung wird im Rahmen des Dienstbetriebes gewährleistet. Versehen die WEGA-Beamten keinen Außendienst als Sektorstreife, werden sie zur Ausbildung herangezogen, um ihre Fertigkeiten im Bereich des Schießens, der Einsatztechnik und der Einsatztaktik zu trainieren. Anlassbezogen werden auch Ausbildungsschwerpunkte gesetzt. Im Oktober 2007 vertraten Beamte der WEGA beim Trinationalen GSOD-Seminar die Republik Österreich. Bei diesem fünftägigen Seminar, an dem neben der WEGA auch Polizeibeamte aus Deutschland und der Schweiz teilgenommen hatten, wurden sowohl in der Theorie als auch in der Praxis Erfahrungswerte im polizeilichen Ordnungsdienst (im Hinblick auf die Fußball-Europameisterschaft 2008) ausgetauscht.

## Rekrutierung und Ausbildung

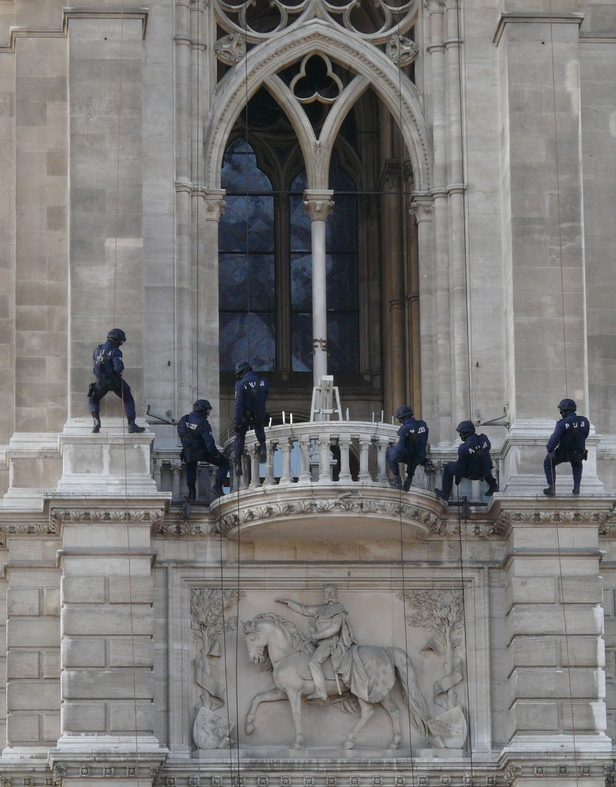
Abseilübung vom Wiener Rathaus

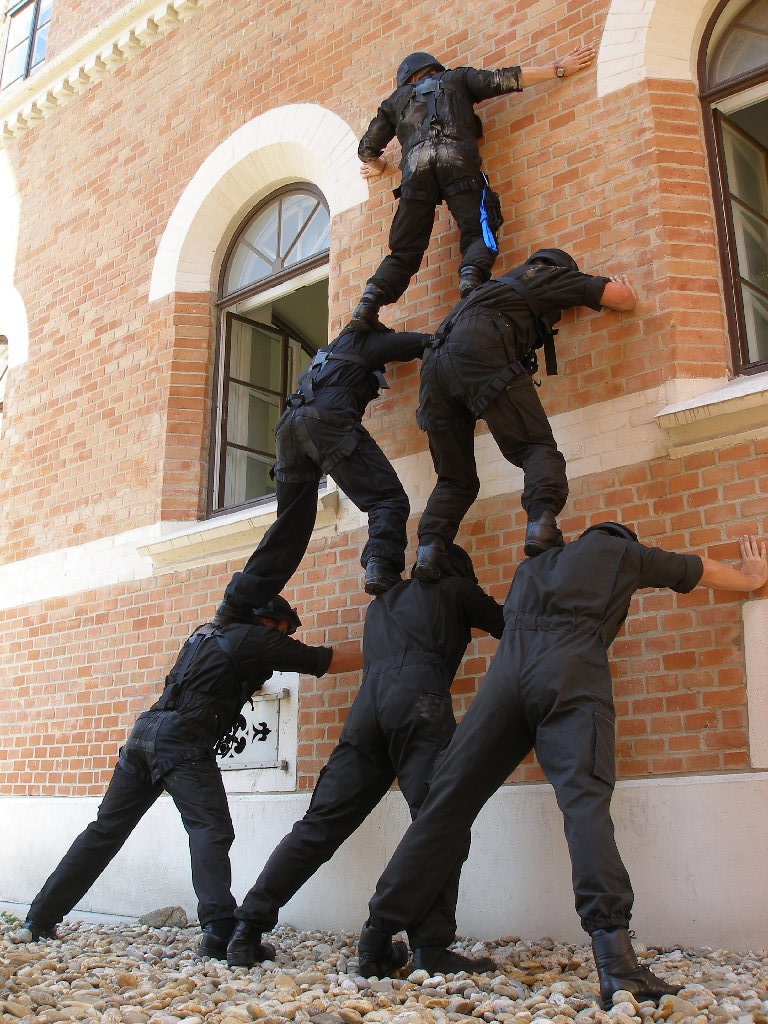
Beamte beim Üben der Menschenpyramide

Um Mitglied der WEGA zu werden, wird als Mindestmaß an Außendiensterfahrung ein Jahr Praxis in einer Polizeiinspektion verlangt, weiters ist eine Auswahlprüfung zu bestehen:

Diese umfasst einen 3000-m-Lauf, Schießtest mit der Glock 17, den sogenannten „6er-Test“ (Klimmzüge, Standweitsprung, Kastenboomeranglauf, Sit-ups, Treppensteigtest und Liegestütze), einen Taktikparcours unter physischem und psychischem Stress, der binnen 20,5 Sekunden zu absolvieren ist und bei dem zum Abschluss eine rund 50 Kilogramm schwere Puppe aus der Gefahrenzone gerettet werden muss. Zusätzlich durchlaufen Bewerber ein psychologisches Auswahlverfahren, bei dem Werthaltungen, emotionale Stabilität, Teamfähigkeit und Motivation überprüft werden.
Die positive Bewältigung dieser Tests ist allerdings für eine Aufnahme nicht ausreichend, sondern die Bewerber werden nach ihren Ergebnissen gereiht; anhand dieser Reihung werden Bewerber anschließend zum sechsmonatigen Basisausbildungslehrgang (WEGA BAL) geladen. In diesem Lehrgang werden die bereits in der normalen Polizeiausbildung erworbenen Schieß-, Taktik- und Selbstverteidigungsfertigkeiten noch intensiver geschult und zusätzlich erweitert.
Nach dieser Grundausbildung werden die neuen Angehörigen der Sondereinheit in die sechs vorhandenen Kompanien aufgeteilt und können sich im Anschluss für folgende Sonderausbildungen bewerben: Seiltechnik, Medic, Personenschutz, Einsatztauchen, Sicherungsschütze, Techniker, Problemabschiebungen auf dem Luftweg sowie Sonderwagen- bzw. Wasserwerferfahrer.

## Ausrüstung
Primärwaffe ist die in der österreichischen Polizei übliche Pistole Glock 17 mit einem zusätzlichen Laser-Lichtmodul, im Sektorstreifen- sowie Überwachungsdienst wird zusätzlich das Steyr StG 77 A3 als Langwaffe mit einem Reflexvisier und Laser-Lichtmodul mitgeführt, Beamte mit Sicherungsschützenausbildung verfügen zusätzlich über eine zuklappbare Zieleinrichtung mit 3-facher Vergrößerung. Weitere Waffen sind die Mehrzweckpistole MZP (Heckler & Koch HK69) zum Verschießen von Tränengas, der Taser X2, Teleskopschlagstock, Pfefferspray, Handschellen sowie gegebenenfalls ein Paar Fußschellen im Einsatzfahrzeug.
Die Kopfbedeckung für Angehörige der WEGA ist ein auch international bei Sondereinheiten übliches weinrotes Barett, im Einsatz stehen Beamten verschiedene Modelle von Schutzwesten und Helmen als Schutzausrüstung zur Verfügung, die auf verschiedene Einsatzlagen zugeschnitten sind.
Der Fuhrpark der WEGA umfasst neben Sektor- und Zivilfahrzeugen der Typen Škoda Kodiaq, VW Sharan, und VW Touareg (Kommandantenfahrzeug) auch Spezialfahrzeuge wie einen Sonderwagen 4 (TM-170) von Rheinmetall und einen PMV Survivor II von Achleitner als gepanzertes Einsatzfahrzeug bzw. gepanzerter Mannschaftstransporter, mehrere Wasserwerfer sowie sogenannte „Einsatzmittelfahrzeuge“ mit zusätzlicher Ausrüstung. Die Einsatzmittelfahrzeuge transportieren schweres Gerät wie z. B. Motorsägen, Rammen oder hydraulische Spreizgeräte, das unter anderem zum gewaltsamen Eindringen in Objekte dient.

Steyr Stg. 77 mit kurzem Lauf
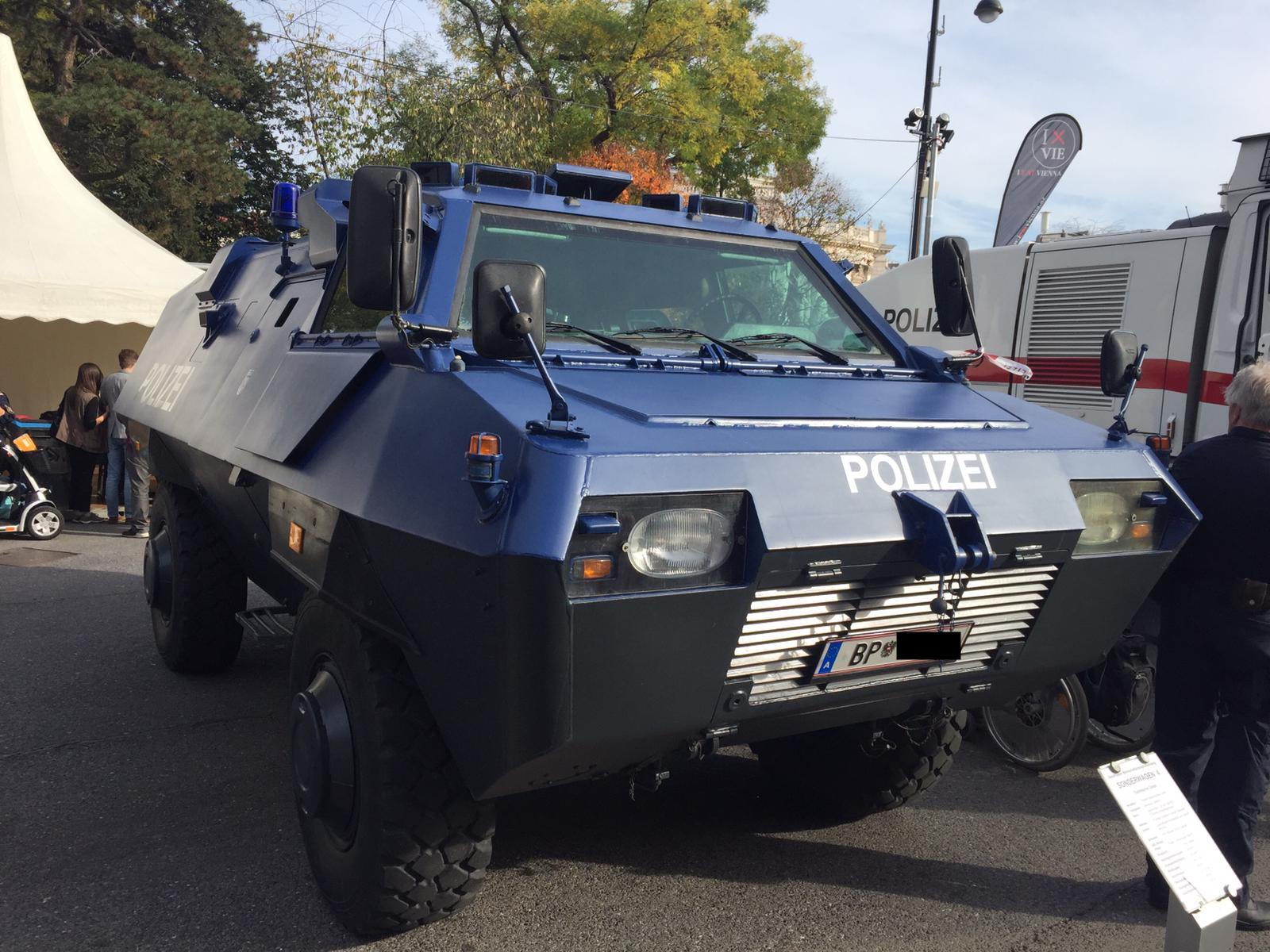
Gepanzerter Sonderwagen 4 der WEGA
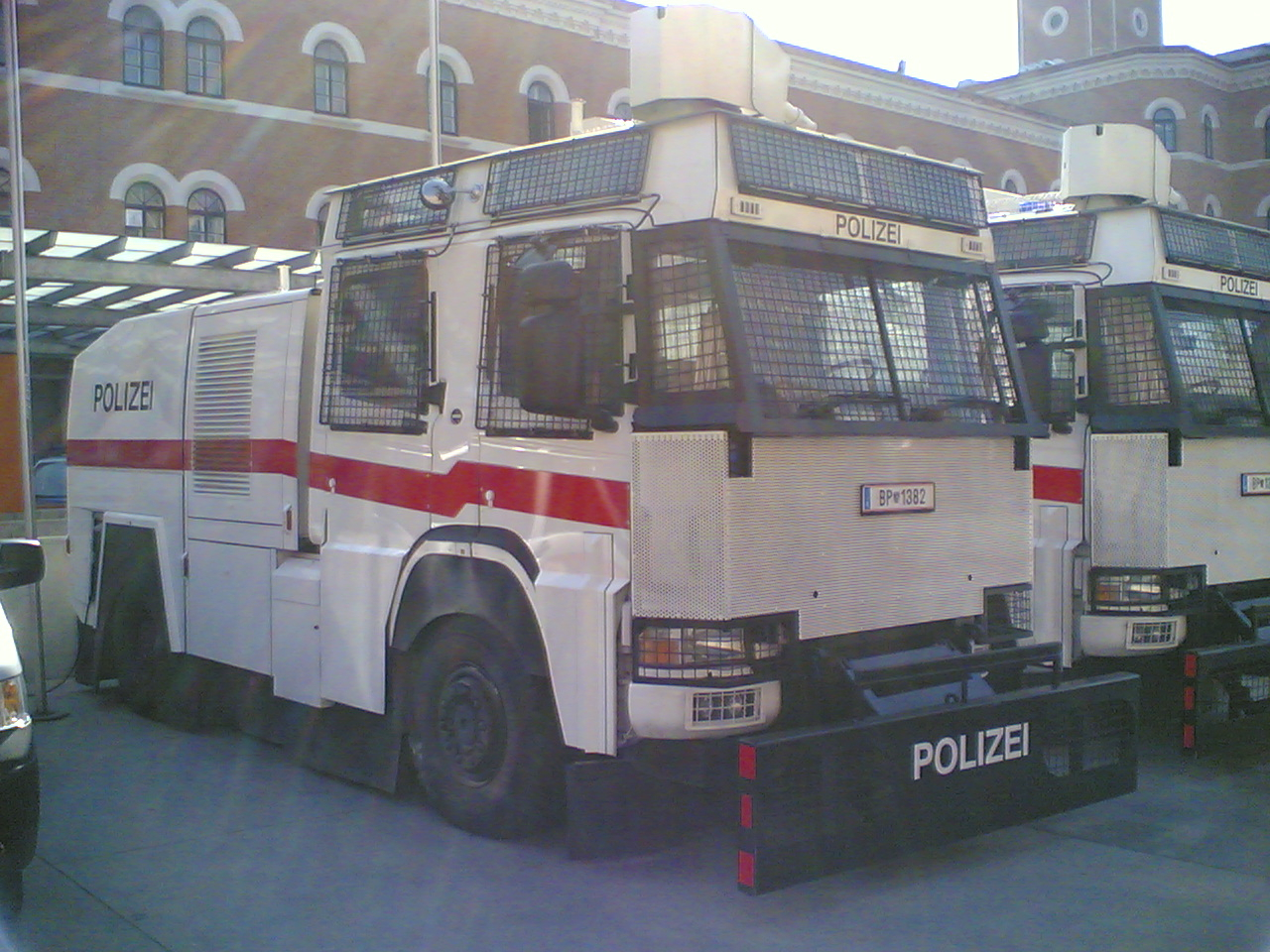
Wasserwerfer
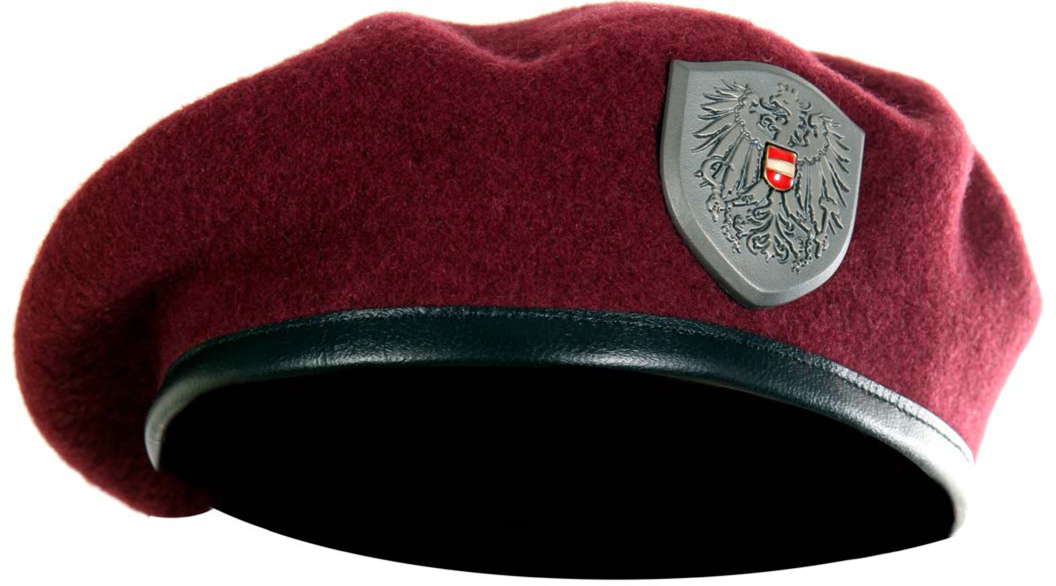
Weinrotes Barett der WEGA mit Bundesadler

## Geschichte

Abzeichen der WEGA

Die Ereignisse im Zuge des Justizpalastbrandes führten im Jahr 1928 zur Gründung der Alarmabteilung aus den Reihen der Wiener Sicherheitswache. Es hatte sich gezeigt, dass der Wachmann ohne Helm und Gewehr, ohne Gummiknüppel und mit dem damals verwendeten Säbel, der sich als zu lang herausstellte, bei gewalttätigen Demonstrationen nur ineffizient einschreiten konnte. Ebenso fehlte eine entsprechende Ausbildung der herkömmlichen Sicherheitswachebeamten. Da es in den Reihen der Polizei in den Jahren nach dem Ersten Weltkrieg viele Beamte mit Fronterfahrung gab, gestaltete sich die Rekrutierung relativ einfach. Diese Polizisten waren auch bereit, die paramilitärischen Exerzierübungen und Manöver zu absolvieren.
Nach dem Zweiten Weltkrieg entwickelte sich die heute als WEGA bekannte Einheit aus der 1955 organisatorisch eingerichteten Bereitschaftsabteilung, die im Jahr 1959 wieder in Alarmabteilung umbenannt wurde. Diese bestand aus zwei Einsatzkommanden, so genannten EKOs. Durch die Entwicklung in den 1970er-Jahren (1973 Überfall eines palästinensischen Terrorkommandos auf einen Transport jüdischer Emigranten, 1975 Ermordung des türkischen Botschafters durch armenische Terroristen in Wien und Anschlag auf die OPEC-Konferenz mit Geiselnahme durch ein Terrorkommando unter Carlos) fand ein Umdenken im Innenressort statt und es wurden Einheiten (Gendarmerieeinsatzkommando, WEGA, Kranich) eingerichtet, um gegen die erhöhte Gefährdung durch Terroranschläge gerüstet zu sein. 1994 kam es zu einer Umstellung des Dienstsystems innerhalb der Abteilung auf den 6-Gruppen-Plandienst. Eine weitere Umstellung gab es 2001 mit der Unterteilung in WEGA PEK und WEGA MEK. 2005 fand die bislang letzte organisatorische Umstellung statt und die Abteilung ist seither in der Abteilung für Sondereinheiten des LPK Wien unter dem Namen Einsatzeinheit (EE) WEGA geführt.
Ab dem 30. Juni 2017 unterstützten 200 österreichische Polizisten, darunter neben 20 Mitgliedern des Einsatzkommandos Cobra auch 70 Beamte der WEGA, die deutsche Polizei im Rahmen des G20-Gipfels in Hamburg.
Während des Terroranschlags in Wien am 2. November 2020 erschossen WEGA-Kräfte den mutmaßlichen Terroristen neun Minuten nach den ersten Notrufen.

## Vorkommnisse
Im April 2006 wurde der Gambier Bakary J. nach einer gescheiterten Abschiebung infolge einer rechtskräftigen Verurteilung wegen Drogenbesitzes in einer Lagerhalle von WEGA-Beamten schwer misshandelt. Nach Interventionen durch den UN-Sonderberichterstatter über Folter, Manfred Nowak wurde der Vorfall publik. Wegen Quälens eines Gefangenen wurden die vier beteiligten Beamten zu mehrmonatigen bedingten Haftstrafen verurteilt und nach längerem Instanzenzug durch Disziplinar-, Disziplinaroberkommission und Verwaltungsgerichtshof wurden 2012 drei Beteiligte aus dem Polizeidienst entlassen.
Im Juni 2013 wurde bei einem Einsatz mit Schusswaffengebrauch eine psychisch kranke Person getötet. Zuvor bedrohte der Mann Handwerker und attackierte Polizeibeamte mit einem Klappmesser, bei der darauf folgenden Wohnungsöffnung durch WEGA-Kräfte stach der Mann auf einen WEGA-Beamten ein, worauf vier Angehörige der Sondereinheit 20 Schüsse auf die Person abgaben. Die Staatsanwaltschaft Wien nahm Ermittlungen gegen die Polizisten wegen fahrlässiger Tötung unter besonders gefährlichen Verhältnissen auf.
Den Beamten wurde von Seiten der Staatsanwaltschaft im Juni 2014 Notwehr und Nothilfe zugebilligt und das Verfahren eingestellt.
Im Juli 2016 überfiel ein 49-jähriger Mann nach Kassenschluss einen Supermarkt und bedrohte die Mitarbeiter, von denen einer jedoch stillen Alarm auslösen konnte. Beim Eintreffen einer Polizeistreife eröffnete der Mann das Feuer mit einer Pistole und verletzte zwei Polizisten, wovon einer später im Krankenhaus seinen Verletzungen erlag. Der Täter flüchtete im Anschluss über ein unmittelbar neben dem Lagerraum gelegenes Stiegenhaus in den zweiten Stock und drang in eine leerstehende Wohnung ein, ehe er durch ein Fenster auf das Vordach eines darunterliegenden Stockwerkes sprang. Dort wurde er von der Spezialkamera eines Polizeihubschraubers erfasst. Beim Eintreffen der WEGA-Beamten kam es zu einem Schusswechsel, bei dem der Täter mehrfach getroffen und tödlich verletzt wurde.
Im Jänner 2021 wurde eine 67-jährige Frau, die unter einer psychischen Erkrankung litt, in ihrer Wohnung von einem WEGA-Beamten erschossen. Die Frau hatte zuvor mit einem Messer ihre Pflegerin und eintreffende Polizisten bedroht, weshalb die WEGA angefordert wurde. Nach dem Öffnen der Türe soll die Frau mit dem Messer auf die Beamten losgegangen sein, wobei einer der WEGA-Beamten einen Taser einsetzte und ein zweiter Beamter einen Schuss aus seiner Dienstpistole abgab, welcher die Frau am Oberkörper traf und tödlich verletzte. Im Mai 2022 wurde das Ermittlungsverfahren gegen den Beamten eingestellt. Die Staatsanwaltschaft kam nach umfangreichen Ermittlungen und der Einholung mehrerer Sachverständigengutachten zu dem Ergebnis, dass der Waffengebrauch gerechtfertigt und eine Notwehrsituation gegeben war. Die am Einsatz beteiligten Beamten hätten sich vorschriftskonform verhalten.

## Mediale Rezeption
Im Jahr 2010 entstand für den österreichischen Privatfernsehsender ATV eine 9-teilige Reportageserie des Fernsehproduzenten Andreas Mannsberger. Die Reportageserie wurde ab Jänner 2011 unter dem Titel WEGA – Die Spezialeinheit der Polizei ausgestrahlt.
2012 erschien der österreichische Spielfilm Void von Stefan A. Lukacs. Der Film basiert auf den Ereignissen rund um den Fall Bakary J. und wurde 2013 im ORF ausgestrahlt.
2017 drehte Stefan A. Lukacs mit Cops erneut einen Film zum Thema WEGA. Der Film wurde beim Filmfestival Max Ophüls Preis 2018 mit dem Publikumspreis Spielfilm und dem Preis für den gesellschaftlich relevanten Film ausgezeichnet.

## Statistik
Im Jahr 2009 wurde die WEGA als Unterstützungseinheit zur Vollziehung von 785 Festnahmen angefordert. 350 Mal verhinderte die Spezialeinheit mittels Anwendung von Körperkraft einen Waffengebrauch. Es wurde 29 Mal zur Schusswaffe gegriffen. Ein Schuss wurde abgegeben. 17 Gewalttäter wurden im Rahmen des Großen Sicherheits- und Ordnungsdiensts (GSOD) festgenommen. 2008 hatte die WEGA etwa 250 Beamte.
2012 wendeten die WEGA-Beamten in etwa 500 Fällen Körperkraft an. Ein Einsatz erforderte den Gebrauch der Schusswaffe, hingegen wurde 19-mal der Taser eingesetzt. 240 Beamte absolvierten ihren Dienst in der Einheit. Im Jahr 2013 hatte die Wega 241 Beamte, welche 947 Zugriffe absolvierten.

## Vergleichbare Einrichtung außerhalb Wiens

### Deutschland
Im Oktober 2020 wurde von der Polizei Hamburg die Unterstützungsstreife für erschwerte Einsatzlagen (Abk.: USE) nach dem Vorbild der WEGA ins Leben gerufen. Die USE ist Teil der BFE (Beweissicherungs- und Festnahmeeinheit) der Hamburger Landesbereitschaftspolizei.

### Österreich
In den Landeshauptstädten Graz (Sonderdienste – Sektor Graz) sowie Linz (Sonderdienste – Sektor Linz) existiert je eine Dienststelle, welche ein ähnliches Aufgabengebiet wie die WEGA erfüllt. Die Salzburger Landesregierung schlug vor, eine vergleichbare Einrichtung auch in Salzburg zu schaffen.
Seit 1. November 2021 wurde das System der WEGA österreichweit im Zuge der Schnellen Interventionsgruppen (SIG) ausgeweitet, unterstützend die Bereitschaftseinheit. Österreichweit werden die SIG und die Bereitschaftseinheiten in einer halbjährigen Testphase aus etwa 900 Beamten bestehen, die geplante Personalstärke teilt sich etwa je zur Hälfte auf beide Einheiten auf. Die Ausbildung der Beamten der Schnellen Interventionsgruppen wird laut dem Kommandanten der WEGA, Oberst Albrecht, von einem Triumvirat aus Einsatztrainern des Innenministeriums, der Direktion für Spezialeinheiten (DSE) und WEGA betrieben und wird für die Anwärter der SIG neun Wochen dauern.